# Опочинин, Александр Петрович
Александр Петрович Опочинин (1805—1887) — русский певец-любитель (бас).

## Биография
Родился 14 (26) февраля 1805 года. Некоторые источники называют его братом контр-адмирала, певца-любителя (баса-баритона) В. П. Опочинина, в других это родство не указывается.
В 1861 году был начальником архива Инженерного департамента.
М. Мусоргский посвятил Опочинину ряд вокальных произведений: «Песнь старца» (1863), «Царь Саул» (1863), «Калистрат» (1864), «Стрекотунья белобока» и «Колокольчики звенят» (1867).
Умер 23 марта (4 апреля) 1887 года в чине статского советника. Погребён 25 марта на Волковском православном кладбище.